# باسانو رومانو
باسانو رومانو هي [كومونا] تقع في تلال مونتي ساباتيني في مقاطعة فيتيربو، شمال لاتسيو (إيطاليا). تأسست البلدة في عام 1160 على يد مالك الأرض الثري إينوتريو سيركو، الذي بدأ بنائها على قمة منحدر مسكن محصن وأصبح بيتاً للأمير على مر القرون، وتم رسمه من قبل فنانون مشهورون عن طريق التصوير الجصي. نظرًا لأصولها فهي حوالي 1000 قرية زراعية صغيرة في باسانو دي سوتري. و في عام 1482 قام البابا سيكستوس الرابع بتعيين فويدوس باساني (Foedus Bassani) إلى بيت أنغيلارا (Anguillara)، نبلاء الرومان ((patrizii di Roma)Roman patricians). تضاعف نمو الكومونة بعد عام 1565، وعندما أعاد البابا كليمنت الثامن تعيين الإمارة إلى جوستينياني، استقر التجار من أصل جنوى في روما. وفي عام 1605، تم رفع السيد إلى مركيز(رتبة نبيل): وتم بناء كل من نزل للصيد (كازينو دي كاتشيا) يسمى «لا روكا»، ومخازن الحبوب، وجسر حجري (بونتي ديلي فاشي) والكنيسة المخصصة لسان فينتشنزو.وأثناء إقامة جوستينياني، تم تكليف فنانين بتنفيذ اللوحات الجدارية: مثل فرانشيسكو ألباني ودومينيكو زامبيري "دومينيشينو" وأنطونيو تيمبيستا. في عام 1644، ختم البابا إنوسنت إكس على ان يكون المركيز اميراً لباسانو، وكان من بين سرب الزائرين البابويين والنبلاء جيمس ستيوارت، المتظاهر على عروش إنجلترا واسكتلندا.و في عام 1735، تم نقل مصنع المايوليكا لبارتولوميو تيرشي من سيينا تحت رعاية جوستينياني.
وضربت الأوبئة المختلفة باسانو خلال القرن الثامن عشر، في 1709 و 1770 و 1786. في عام 1799، هاجمت قوات نابليون الفرنسية باسانو ما لا يقل عن أربع مرات.
وفي عام 1854، انتقلت الإقطاعية من جوستينياني إلى أوديسكالتشي.و خلال الحرب العالمية الثانية، كانت باسانو موقعًا للعديد من النزاعات.و في عام 1964 تم تغيير اسم البلدية إلى باسانو رومانو.